# Roméo Lavia
Roméo Lavia (Bruxelles, 6 gennaio 2004) è un calciatore belga, centrocampista del Chelsea.

## Caratteristiche tecniche
Gioca principalmente come mediano davanti alla difesa. È bravo nei contrasti, nella distribuzione del pallone e nella gestione dei ritmi di gioco pur senza essere particolarmente creativo. Inoltre, è ambidestro.
Ha dichiarato di ispirarsi a Sergio Busquets e a Fernandinho, che era stato suo compagno di squadra al Manchester City.
Nel 2021, è stato inserito nella lista dei migliori sessanta calciatori nati nel 2004, stilata dal quotidiano inglese The Guardian.

## Carriera

### Club

#### Gli inizi: Anderlecht e Manchester City
Nato a Bruxelles, capitale del Belgio, da genitori di origine ghanese, all'età di 8 anni Lavia è unito al settore giovanile dell'Anderlecht, dove ha fatto la trafila di diversi gruppi. Nel 2018, il centrocampista partecipa da sotto età alla KDB Cup, torneo under-15 organizzato da Kevin De Bruyne nella sua città natale di Drongen: qui, viene notato da Pep Guardiola, allenatore del Manchester City, che era stato invitato a seguire la competizione dallo stesso De Bruyne.
Lavia viene così convinto ad unirsi ai Citizens, approdando però in Inghilterra solo nell'estate del 2020, all'età di sedici anni, firmando anche il suo primo contratto da professionista. Aggregato inizialmente alla formazione Under-18, nel novembre dello stesso anno viene promosso alla formazione Under-23: con quest'ultima formazione, si laurea campione della Premier League 2 nell'aprile del 2021, mentre il mese seguente aiuta il primo gruppo ad aggiudicarsi la Premier League North.
A partire dall'estate del 2021, Lavia inizia ad allenarsi con la prima squadra: quindi, il 21 settembre successivo, all'età di 17 anni, debutta fra i professionisti, giocando l'intero incontro del terzo turno della Carabao Cup contro il Wycombe, vinto per 6-1.

#### Southampton
Il 6 luglio 2022, Lavia viene acquistato a titolo definitivo dal Southampton, altra squadra della massima serie inglese, con cui firma un contratto quinquennale. Il 6 agosto seguente, debutta in Premier League, partendo da titolare nella sconfitta per 4-1 contro il Tottenham. Il 30 agosto successivo, realizza la sua prima rete in campionato, segnando il gol del momentaneo pareggio nella partita contro il Chelsea, poi vinta per 2-1 dai Saints.

#### Chelsea
Il 18 agosto 2023, Lavia viene acquistato dal Chelsea per circa 70 milioni di euro, firmando un contratto settennale con i Blues. Dopo una prima parte di stagione condizionata dagli infortuni, debutta con i londinesi il 27 dicembre successivo, subentrando nel secondo tempo della sfida di Premier League contro il Crystal Palace, vinta per 2-1. Tuttavia, nella stessa partita subisce un infortunio alla coscia, i cui strascichi lo costringono a saltare il resto dell'annata.

### Nazionale
Per via delle sue origini, Lavia ha potuto decidere di rappresentare il Belgio o il Ghana a livello internazionale. Avendo optato per la prima scelta, ha quindi giocato per diverse nazionali giovanili belghe, vestendo anche la fascia di capitano dell'Under-19.
Il 5 giugno 2022, a 18 anni, il centrocampista ha fatto il suo esordio per l'Under-21 belga, entrando al posto di Johan Bakayoko al 70º minuto dell'incontro con la Scozia, valido per le qualificazioni agli Europei di categoria del 2023 e conclusosi a reti inviolate.
Nel marzo del 2023, ha ricevuto la sua prima convocazione con la nazionale maggiore belga, in vista dell'incontro di qualificazione al campionato europeo del 2024 con la Svezia e all'amichevole contro la Germania. Ha quindi fatto il suo esordio nel secondo match il 28 marzo seguente, a 19 anni, subentrando a Orel Mangala all'80º minuto: il Belgio si è infine aggiudicato l'amichevole per 2-3.

## Statistiche

### Presenze e reti nei club
Statistiche aggiornate al 27 dicembre 2023.
| Stagione        | Squadra         | Campionato      | Campionato | Campionato | Coppe nazionali | Coppe nazionali | Coppe nazionali | Coppe continentali | Coppe continentali | Coppe continentali | Altre coppe | Altre coppe | Altre coppe | Totale | Totale |
| Stagione        | Squadra         | Comp            | Pres       | Reti       | Comp            | Pres            | Reti            | Comp               | Pres               | Reti               | Comp        | Pres        | Reti        | Pres   | Reti   |
| --------------- | --------------- | --------------- | ---------- | ---------- | --------------- | --------------- | --------------- | ------------------ | ------------------ | ------------------ | ----------- | ----------- | ----------- | ------ | ------ |
| 2021-2022       | Manchester City | PL              | 0          | 0          | FACup+CdL       | 1+1             | 0               | UCL                | 0                  | 0                  | CS          | 0           | 0           | 2      | 0      |
| 2022-2023       | Southampton     | PL              | 29         | 1          | FACup+CdL       | 2+3             | 0               | -                  | -                  | -                  | -           | -           | -           | 34     | 1      |
| 2023-2024       | Chelsea         | PL              | 1          | 0          | FACup+CdL       | 0               | 0               | -                  | -                  | -                  | -           | -           | -           | 1      | 0      |
| 2024-2025       | Chelsea         | PL              | 9          | 0          | FACup+CdL       | 0               | 0               | UECL               | 1                  | 0                  | -           | -           | -           | 10     | 0      |
| Totale Chelsea  | Totale Chelsea  | Totale Chelsea  | 10         | 0          |                 | 0               | 0               |                    | 1                  | 0                  |             | -           | -           | 11     | 0      |
| Totale carriera | Totale carriera | Totale carriera | 40         | 1          |                 | 7               | 0               |                    | 1                  | 0                  |             | 0           | 0           | 47     | 1      |

### Cronologia presenze e reti in nazionale
| Cronologia completa delle presenze e delle reti in nazionale ― Belgio | Cronologia completa delle presenze e delle reti in nazionale ― Belgio | Cronologia completa delle presenze e delle reti in nazionale ― Belgio | Cronologia completa delle presenze e delle reti in nazionale ― Belgio | Cronologia completa delle presenze e delle reti in nazionale ― Belgio | Cronologia completa delle presenze e delle reti in nazionale ― Belgio | Cronologia completa delle presenze e delle reti in nazionale ― Belgio | Cronologia completa delle presenze e delle reti in nazionale ― Belgio |
| Data                                                                  | Città                                                                 | In casa                                                               | Risultato                                                             | Ospiti                                                                | Competizione                                                          | Reti                                                                  | Note                                                                  |
| --------------------------------------------------------------------- | --------------------------------------------------------------------- | --------------------------------------------------------------------- | --------------------------------------------------------------------- | --------------------------------------------------------------------- | --------------------------------------------------------------------- | --------------------------------------------------------------------- | --------------------------------------------------------------------- |
| 28-3-2023                                                             | Colonia                                                               | Germania                                                              | 2 – 3                                                                 | Belgio                                                                | Amichevole                                                            | -                                                                     | 80’                                                                   |
| Totale                                                                |                                                                       | Presenze                                                              | 1                                                                     |                                                                       | Reti                                                                  | 0                                                                     |                                                                       |

## Palmarès

### Competizioni internazionali
- UEFA Conference League: 1

Chelsea: 2024-2025
- Coppa del mondo per club: 1

Chelsea: 2025